# La dama y el unicornio

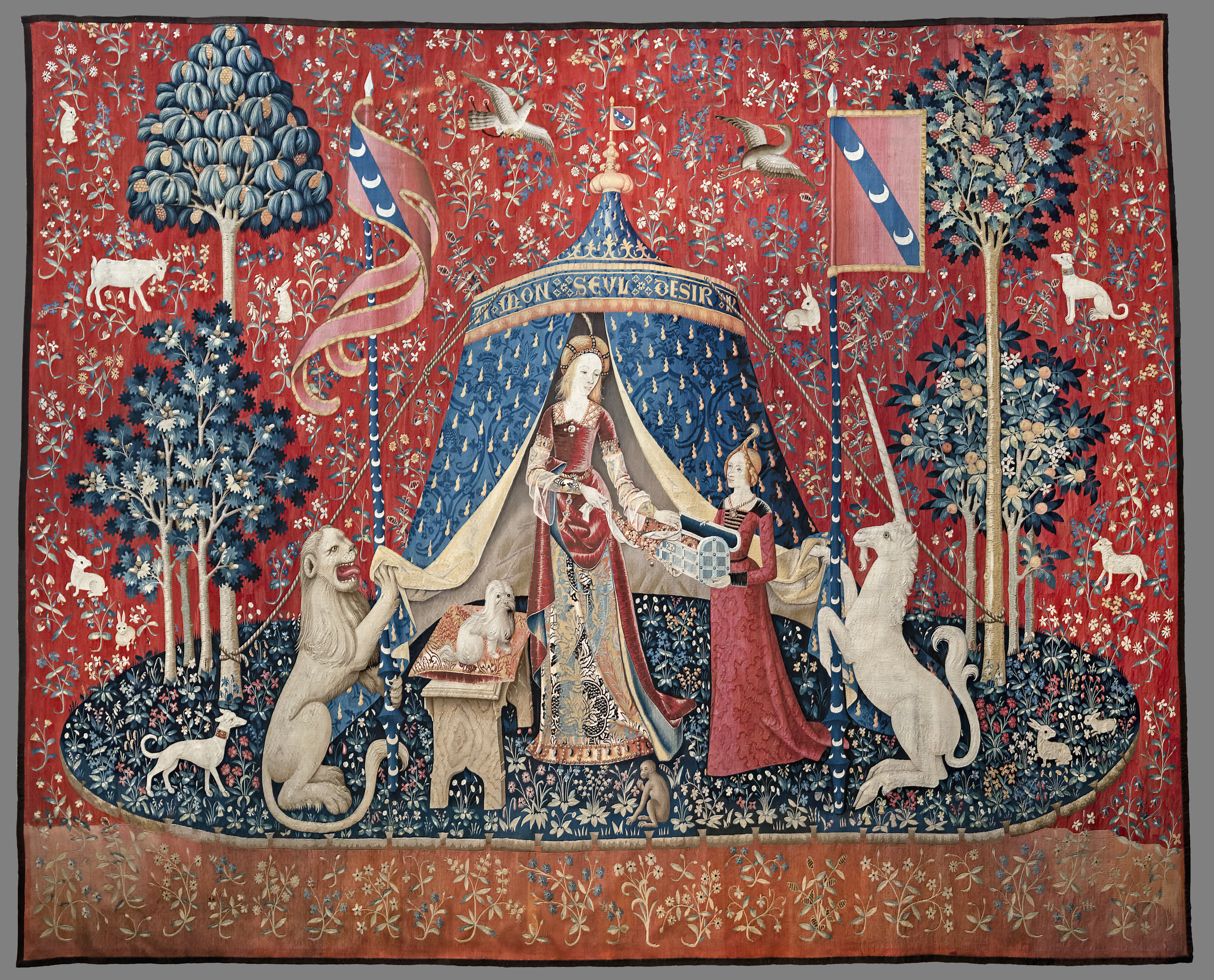
La dama y el unicornio: À mon seul désir (Museo de Cluny, París)

La dama y el unicornio  (en francés: La Dame à la licorne) es el título moderno que se da a un ciclo de seis tapices creados en el estilo de mille-fleurs (en español: "mil flores") y tejidos en Flandes con lana y seda, a partir de diseños (cartones) dibujados en París alrededor del año 1500. El conjunto, expuesto en el Museo de Cluny en París, es a menudo considerado una de las grandes obras de arte de la Edad Media en Europa. 
La iconografía de cinco de los tapices se interpreta generalmente como una representación de los cinco sentidos - vista, gusto, oído, olfato y tacto-. El sexto muestra las palabras À mon seul désir («Sólo a mi deseo»). El significado del tapiz es oscuro, pero se ha interpretado como una representación del amor o la comprensión. Cada uno de los seis tapices muestra a una dama noble y a un unicornio a su izquierda y un león a su derecha; algunos incluyen en la escena a un macaco. Los banderines, así como la armadura del unicornio y el león en el tapiz lucen las armas del comitente, Jean Le Viste, un poderoso noble en la corte del rey Carlos VII.
Los tapices fueron redescubiertos en 1841 por Prosper Mérimée en el castillo de Boussac (que era propiedad por entonces del subprefecto de Creuse) donde habían sufrido daños debido a las condiciones de almacenamiento. La novelista George Sand atrajo la atención pública hacia los tapices en sus obras de la época. El ciclo actualmente está en el Museo de Cluny (Museo nacional de la Edad Media, o Musée du Moyen Âge), París (Francia), donde se custodian desde 1882.

## Historia

### Origen
Inspirados en una leyenda alemana del siglo XV, las tapicerías fueron tejidas en Flandes, en una fecha desconocida pero probablemente situada entre 1484 y 1538.
El estilo sería el del Maestro de Ana de Bretaña, un iluminador y grabador que trabajó por el que encargó La caza del unicornio, Ana de Bretaña, ya sea Jean d'Ypres, muerto en 1508, o su hermano Louis. Ambos proceden de una línea de pintores, que habrían inspirado los cartones de los tapices.
Han sido datados de finales del siglo XV, pero para Jules Guiffrey datan sin duda de los primeros años del siglo XVI. Jules Guiffrey atribuye la realización de la colgadura en los talleres de Auvernia, en Felletin o en Aubusson, pero no se relaciona con ningún estilo conocido que le impida responder categóricamente, sin embargo admite que están vinculados a la casa lionesa de los Le Viste.

### Debates sobre la identidad del comitente y la fecha

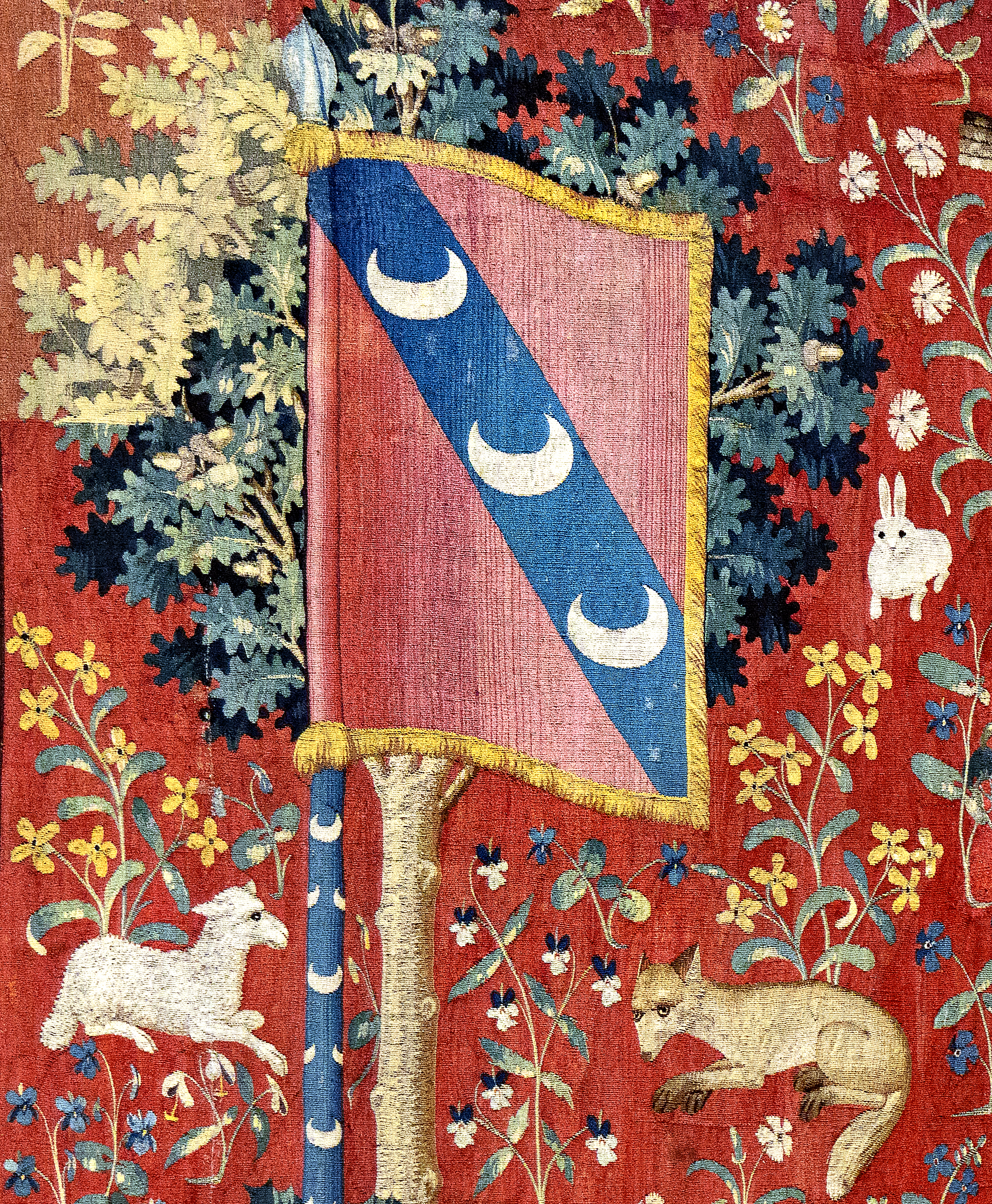
Escudo de Antoine Le Viste (detalle de El oído)

El escudo de armas de los distintos tapices ha hecho que se atribuyan a un miembro de la familia Le Viste. Hay consenso en que fueron encargados por Jean IV Le Viste, magistrado de alto rango de origen lionés, presidente de Cour des Aides de París desde 1484, muerto en 1500.
En 1963, un estudioso de Creuse, Maurice Dayras, comentó que era difícil atribuirlo a Jean IV Le Viste, porque el escudo de armas representado en brazos completos no respeta el lenguaje heráldico y el principio de contrariedad de colores. Según una investigación reciente de Carmen Decu Teodorescu, Jean IV Le Viste, cabeza de familia desde 1457, debería haber tenido un escudo que respetara este principio, que se refiere al uso de "esmaltes" según dos grupos: metales por un lado (or=amarillo, argent= blanco), y por el otro colores (gules= rojo, azur= azul, sinople= verde, sable= negro). No puede haber dos esmaltes del mismo grupo en un escudo de armas, uno al lado del otro. El escudo de armas atribuido a Juan IV Le Viste tiene dos colores, azur junto a gules. En una familia, solo el mayor tiene derecho a portar los brazos completos, las ramas más jóvenes vuelven a tomar sus brazos rompiéndolos y llevan una brisura. Una de las roturas más habituales es la inversión de esmaltes, que tiene la ventaja de que los cadetes no se ven a sí mismos en su sello. En su artículo, Carmen Decu Teodorescu atribuye la colgadura a un miembro de una rama más joven.
Dado que solo existe su escudo de armas, no debe haber estado casado en el momento de su realización. Sobre todo, las armas que aparecen en el tapiz de la Dama del Unicornio, armas atribuidas por los especialistas a la rama mayor y al jefe de la familia Le Viste, constituyen en realidad una patente violación de las elementales reglas de la heráldica francesa.
Si bien resalta la debilidad de los argumentos que ayudaron a imponer el nombre de Jean IV Le Viste como patrocinador de la colgadura, esta nueva interpretación considera la probabilidad de la intervención de un descendiente de la rama más joven, Antoine II Le Viste, en el encargo de La dama y el unicornio. De hecho, la superposición incorrecta de colores podría haber sido elegida deliberadamente para significar explícitamente al observador que se encontraba frente a un fenómeno bien conocido, el de la modificación del escudo de armas por la práctica de la rotura. Una nueva lectura de las fuentes parece tener que validar esta hipótesis que una vez fue descartada con demasiada rapidez.
Por tanto, el autor deduce que debió haber sido encargado por Antoine II Le Viste (fallecido en 1534), heredero de su padre Aubert Le Viste, primo hermano de Jean IV Le Viste, en 1493, relator y corrector de la Cancillería en 1500, casado en 1510 con Jacqueline Raguier, y quien hizo su carrera bajo Luis XII y Francisco I. Esta hipótesis se ve reforzada por el hecho de que su escudo de armas está en la rosa meridional de la iglesia de Saint-Germain-l'Auxerrois en París que fue encargado por Antoine Le Viste, por un mercado pasado en 1532.

## Los tapices
Gusto
La dama coge dulces de una bandeja que delante de ella sostiene una doncella. Sus ojos están en un periquito que lleva en su mano izquierda. El león y el unicornio se alzan sobre sus patas traseras llegando a los banderines que enmarcan a la dama a ambos lados. El mono está a sus pies, comiendo uno de los confites.
Oído
La dama toca un órgano portátil sobre lo alto de una mesa cubierta con una alfombra turca. Su doncella está en pie, al otro lado, y opera el fuelle. El león y el unicornio de nuevo están enmarcando la escena sosteniendo los banderines. Lo mismo que en los demás tapices, el unicornio está a la izquierda de la dama y el león a la derecha - un común denominador de todos los tapices.
Vista
La dama está sentada, sosteniendo un espejo en su mano derecha. El unicornio se arrodilla en el suelo, con las patas delanteras apoyadas en el regazo de la dama, desde donde mira su reflejo en el espejo. El león a la izquierda sostiene un banderín.
Olfato
La dama está de pie, haciendo una corona de flores. Su doncella sostiene un cesto con flores para que ella las coja fácilmente. De nuevo, el león y el unicornio enmarcan a la dama mientras sostienen los banderines. El mono ha robado una flor que está oliendo, lo que da la clave de la alegoría.
Tacto
La dama se alza con una mano tocando el cuerno del unicornio, y con la otra sostiene el banderín. El león se encuentra a un lado y se queda mirando.
À Mon Seul Désir
Este tapiz es más ancho que los otros, y tiene un estilo algo diferente. La dama se alza enfrente de una tienda, en lo alto de la cual se puede leer "À Mon Seul Désir", un lema oscuro, interpretado de manera diversa como "mi (único) deseo", "sólo según mi deseo"; "sólo por deseo mío", "el amor desea sólo la belleza del alma", "para calmar la pasión". Su doncella está de pie a la derecha, sosteniendo un cofre abierto. La dama está colocando el collar que lleva en los otros tapices en el cofre. A su derecha hay un banco bajo donde aparece un perro sobre un cojín. El unicornio y el león se alzan en sus posiciones habituales enmarcando a la dama mientras sostienen los banderines.
Este tapiz ha suscitado una serie de interpretaciones. Una interpretación ve a la dama que coloca el collar en el cofre como una renuncia a las pasiones suscitadas por los otros sentidos, y como una afirmación de su libre albedrío. Otra ve el tapiz como una representación de un sexto sentido del entendimiento (derivada de los sermones de Jean Gerson de la Universidad de París, h. 1420). Otras interpretaciones diversas ven el tapiz como una representación del amor o la virginidad. También se debate si la dama en "À Mon Seul Désir" está cogiendo o dejando el collar.

## En la cultura popular
- Los tapices aparecen descritos con detalle por el narrador de la novela de Rainer Maria Rilke Los cuadernos de Malte Laurids Brigge.
- La dama y el unicornio es el título de un álbum de 1970 del guitarrista folclórico inglés John Renbourn, con arreglos de música antigua. Muestra el tapiz À Mon Seul Désir en su portada.
- Estos tapices son también el tema central de las novelas La dama y el unicornio de Tracy Chevalier y El séptimo unicornio de Kelly Jones.
- Una trilogía de novelas históricas de Pith Schure ha sido lanzada con títulos del tipo La Licorne y.... En esta obra ricamente ilustrada, los tapices vienen y van.
- Varios de los tapices pueden verse cubriendo las paredes de la sala común en Gryffindor en las películas de Harry Potter.
- Los unicornios son un tema central en Mobile Suit Gundam Unicorn, el personaje Cardeas Vist tiene todos los tapices en la sala de dibujo de su mansión. También el papel de Riddhe Marcenas es el del "León", con Mineva Lao Zabi como la "Dama" y el "Unicornio" es Banagher Links.
- Estos tapices también han aparecido en el libro titulado Century (Siglo) de Sarah Singleton.
- Los seis tapices han inspirado los seis movimientos del concierto para clarinete y orquesta de Kaija Saariaho D'om le vrai sens (2010). El título es un anagrama de "A mon seul désir".
- El escritor español Gustavo Martín Garzo se inspira en los tapices para escribir la novela La puerta de los pájaros (2014).[8]

## Galería

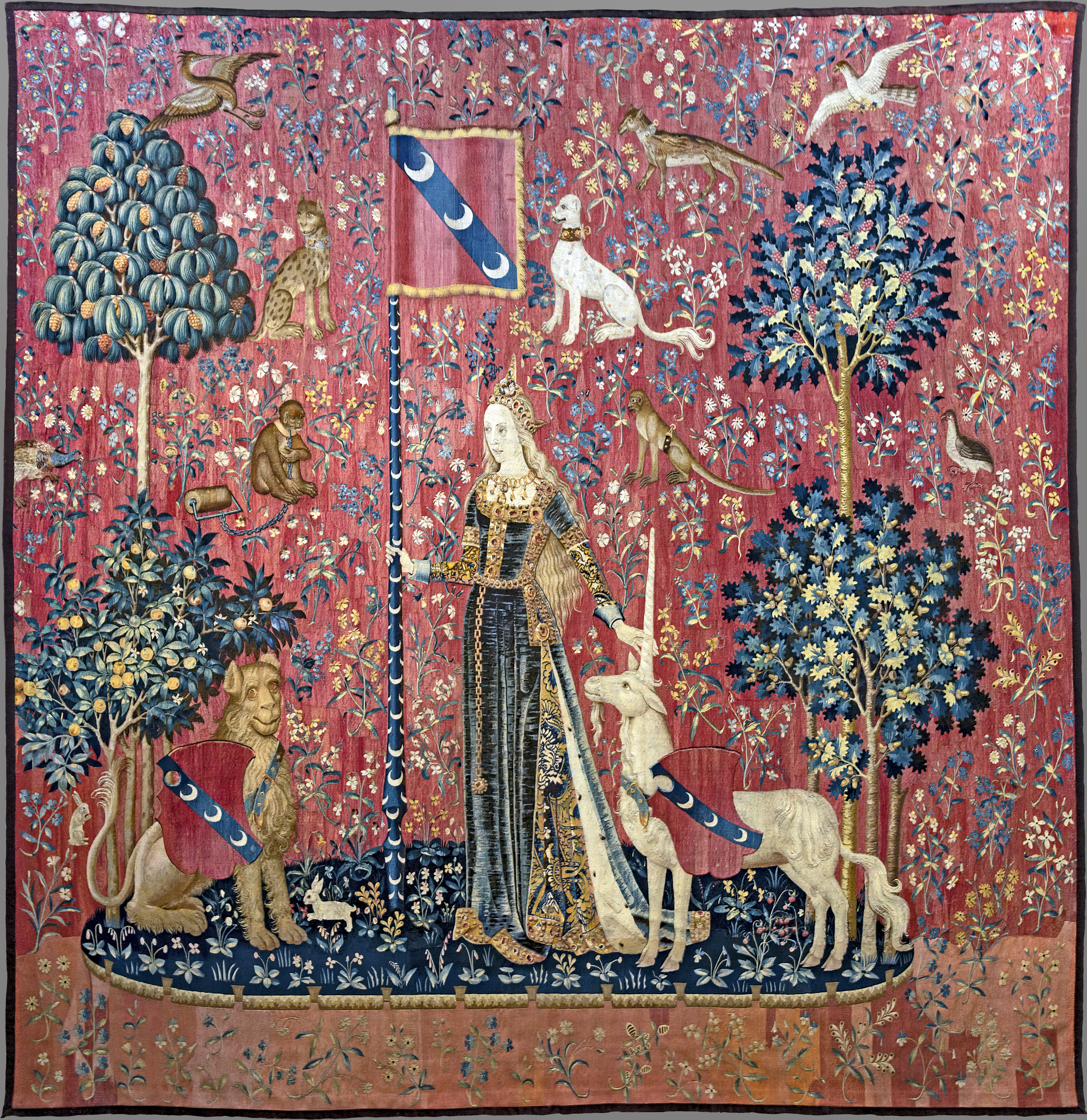
Tacto
Vista
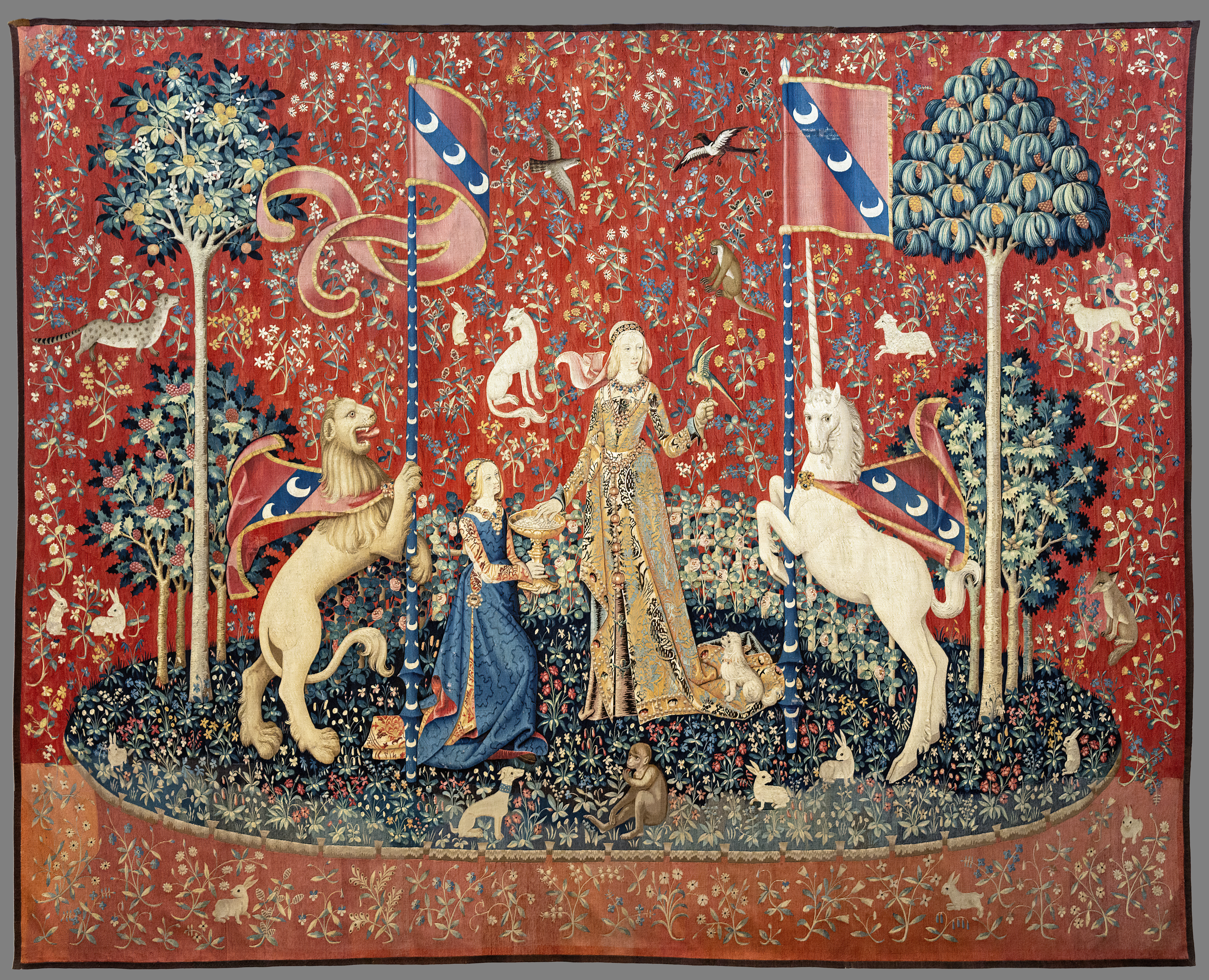
Gusto
Olfato
Oído
Deseo
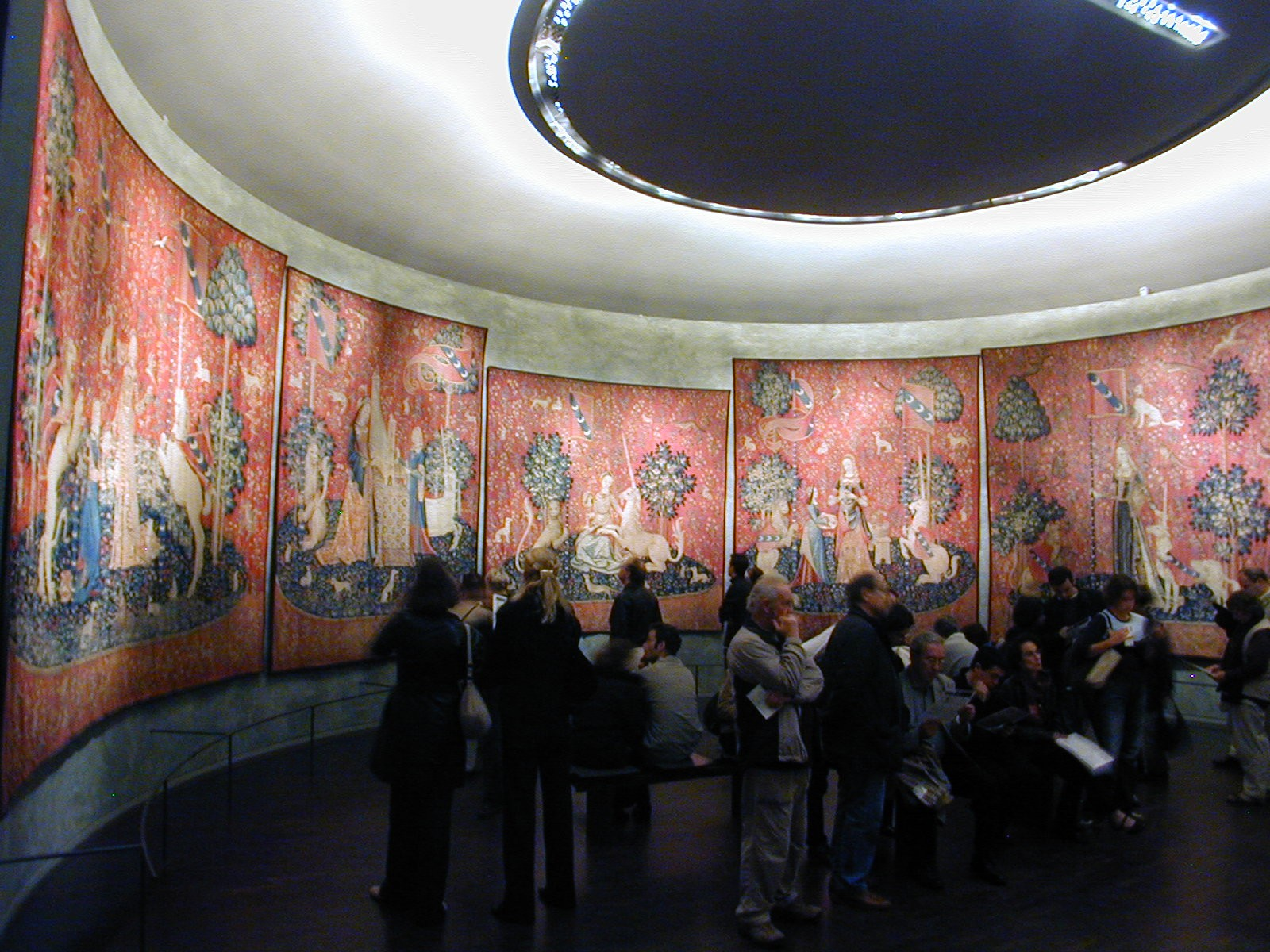
Los tapices en el Museo de Cluny